# Effet de lisière
En écologie l'effet de lisière, appelé également effet de bordure (en anglais edge effect), est un phénomène qui arrive lorsque deux habitats naturels très différents se trouvent côte à côte dans un écosystème. Il se rapporte aux interactions qui se produisent entre deux écosystèmes attenants ; elles peuvent être de différentes natures – abiotiques, biologiques directes et indirectes.
Ce terme est fréquemment utilisé pour désigner les limites créées entre un environnement naturel et un autre créé artificiellement par l'Homme, comme le défrichement de forêts. Les effets de lisière créent une fragmentation des habitats. Ses effets sont très marqués lorsque les habitats ont subi une forte fragmentation ; cela peut aussi entrainer une augmentation de la biodiversité.

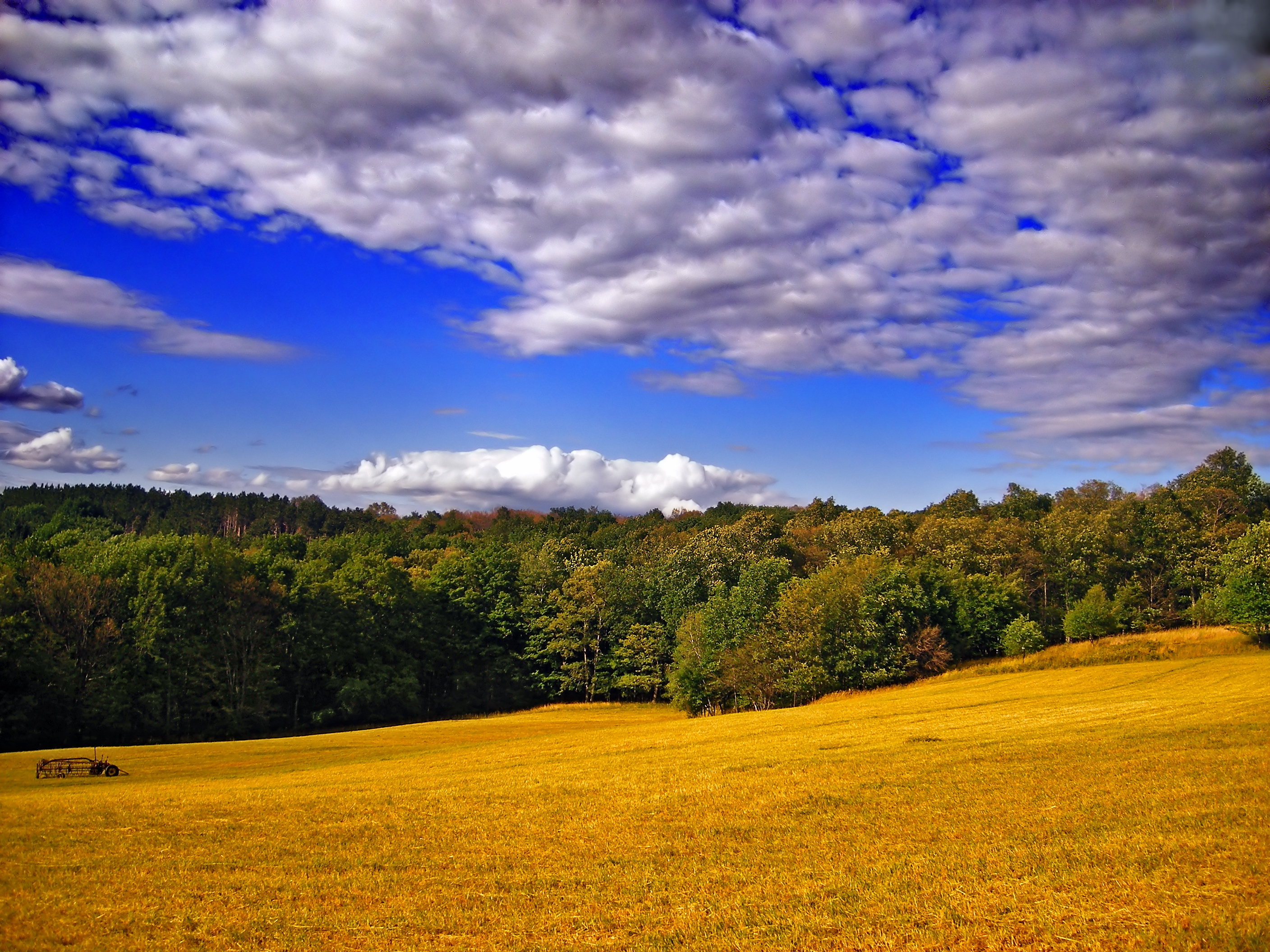
Lisière entre forêt et prairie

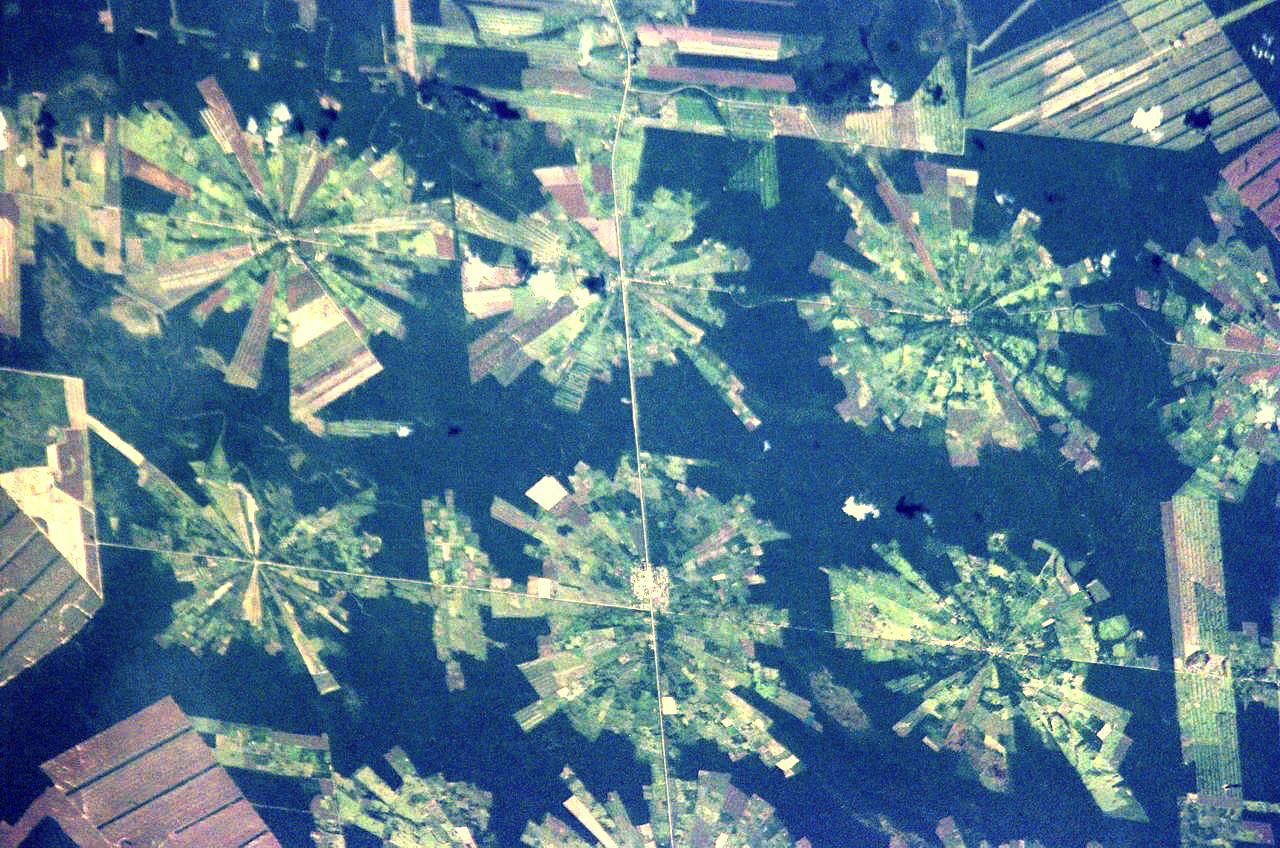
Vue satellite de déforestation avec grande augmentation des lisières en Bolivie. Forêt tropicale abattue pour y planter du soja.

## Exemples

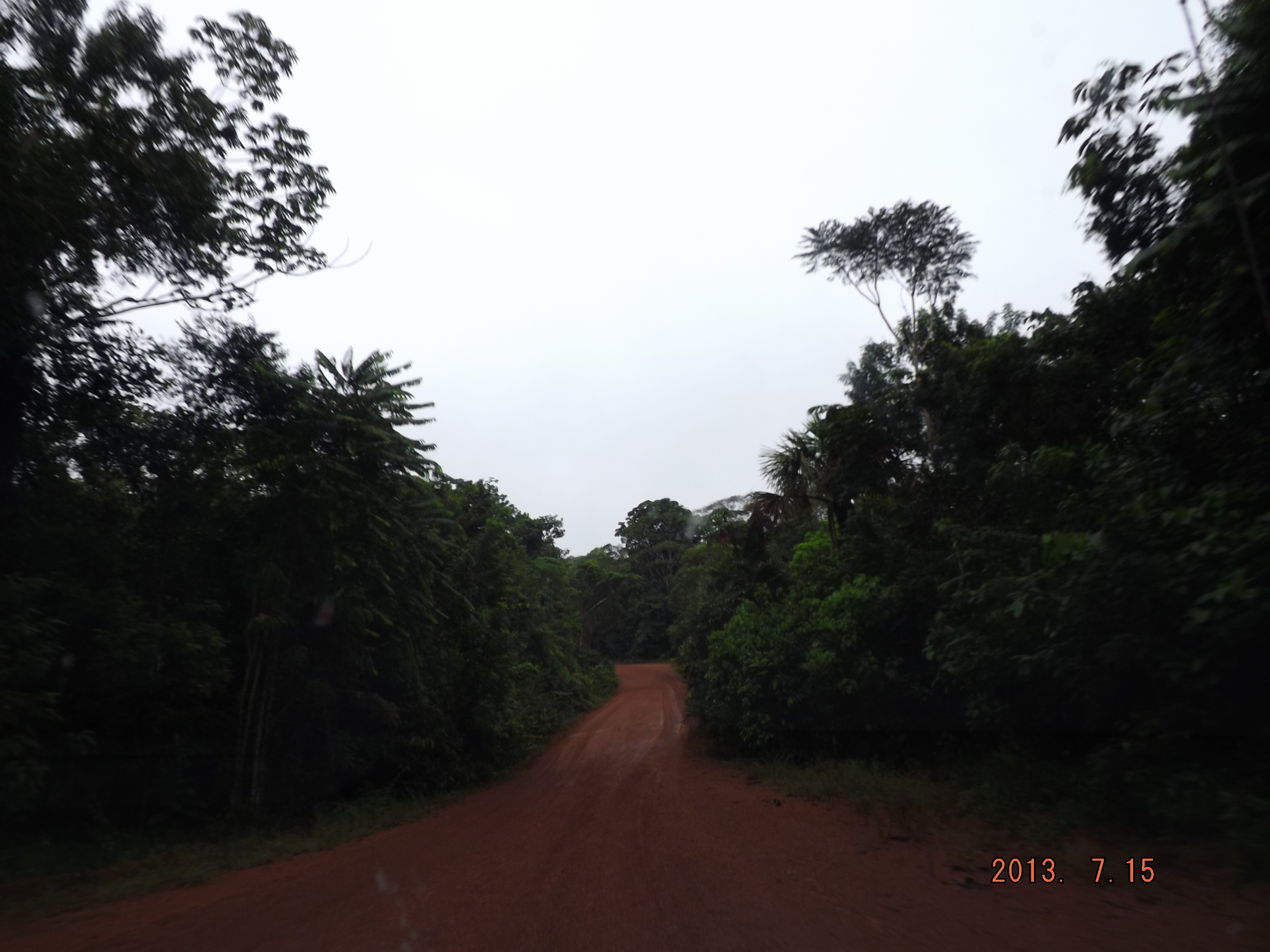
Dans la forêt. Réserve Waimiri Atraoari, vers la zone minière de Taboca.

Lorsque les lisières d'un écosystème naturel se développent (par exemple par défrichement de forêts) le système écologique peut être sérieusement affecté jusqu'à une certaine distance des lisières. Selon Eugene P. Odum, Professeur d'écologie, en 1971 : « Un des effets de lisière bien connu est la tendance à une augmentation de la variété et de la diversité là où se trouvent deux communautés »,  cité par William T. Vollmann, Another Roadside Attraction, New York Times Book Review, 21 février de 2010.

### Forêt pluviale amazonienne
On estime que l'exploitation forestière de la forêt amazonienne a entrainé de nombreux effets de lisière qui dépassent la surface de la zone abattue. Les incendies de forêts sont beaucoup plus fréquents près des lisières où l'exploitation forestière a créé des conditions artificiellement arides avec un flétrissement des plantes sur les lisières et une modification du sous-étage permettant à la lumière de pénétrer dans les niveaux inférieurs de la forêt. Le sous-étage voit alors augmenter la masse d'herbes et d'arbustes qui peuvent être plus inflammables. Depuis les années 1990, un nombre croissant d'incendies a transformé la forêt amazonienne.

## Effets sur la succession écologique
L'effet de bord s'applique aussi à la succession écologique, là où la végétation s'étend vers l'extérieur de la zone au lieu d'être circonscrite. Dans ce cas il peut y avoir certaines espèces mieux adaptées aux lisières, d'autres au centre de la zone, ce qui amène des variations dans la répartition. L'orientation des lisières peut varier, par exemple la lisière nord peut être différente de la lisière sud parce qu'elle reçoit une quantité de lumière solaire différente.

## Autres aspects
Un écotone, zone de transition écologique entre deux écosystèmes, est un cas particulier d'effet de lisière qui se caractérise par une grande biodiversité, apportée par des espèces de chaque écosystème et par des espèces propres à la  zone de transition.